# Viçosa (Alagoas)
Viçosa es un municipio brasileño del estado de Alagoas. Su población estimada en 2014 es de 26 249 habitantes, según el censo IBGE.